# Harry Potter và Tù nhân Azkaban
Harry Potter và tên tù nhân ngục Azkaban (tựa gốc tiếng Anh: Harry Potter and the Prisoner of Azkaban) là bộ phim giả tưởng năm 2004, của đạo diễn Alfonso Cuarón và được Warner Bros. Pictures phát hành, dựa trên cuốn tiểu thuyết năm 1999 cùng tên của J. K. Rowling. Đây là phần tiếp theo của Harry Potter và Phòng chứa bí mật (2002) và là phần phim thứ ba của loạt phim nổi tiếng Harry Potter. Phim có sự tham gia của Daniel Radcliffe trong vai Harry Potter, cùng với Rupert Grint và Emma Watson trong vai những người bạn thân nhất của Harry lần lượt là Ron Weasley và Hermione Granger. Bộ phim kể về năm thứ ba của Harry tại Hogwarts và nhiệm vụ khám phá sự thật về quá khứ của cậu, bao gồm mối liên hệ giữa tên tù nhân Azkaban vừa trốn thoát mà Sirius Black có với Harry và cha mẹ quá cố của cậu.
Với Tên tù nhân ngục Azkaban, quá trình sản xuất phim Harry Potter chuyển sang chu kỳ mười tám tháng. Cuarón được chọn làm đạo diễn từ một danh sách bao gồm Callie Khouri và Kenneth Branagh. Dàn diễn viên của các phần trước đã trở lại cho bộ phim, với sự bổ sung của Gary Oldman, David Thewlis và Emma Thompson, trong số những diễn viên khác. Đây là lần xuất hiện đầu tiên của Michael Gambon trong vai Giáo sư Albus Dumbledore, sau cái chết của Richard Harris vào năm 2002. Công việc quay phim chính bắt đầu vào tháng 2 năm 2003 tại Leavesden Film Studios. Đây là phim đầu tiên trong loạt phim sử dụng rộng rãi các địa điểm ngoài đời thực, với bối cảnh được xây dựng ở Scotland và cảnh quay ở London. Việc quay phim kết thúc vào tháng 11 năm 2003.
Bộ phim được phát hành vào ngày 31 tháng 5 năm 2004 tại Vương quốc Anh và vào ngày 4 tháng 6 năm 2004 tại Bắc Mỹ. Đây là bộ phim Harry Potter đầu tiên sử dụng Công nghệ IMAX và được phát hành tại các rạp chiếu phim IMAX. Tên tù nhân ngục Azkaban thu về tổng cộng 797,5 triệu USD trên toàn thế giới, trở thành bộ phim có doanh thu cao thứ hai trong năm 2004. Bộ phim nhận được nhiều lời khen ngợi về sự chỉ đạo của Cuarón và diễn xuất của các diễn viên chính. Nó được cho là đã đánh dấu sự thay đổi đáng chú ý trong giọng điệu và phong cách đạo diễn của nhượng quyền thương mại, và thường được các nhà phê bình cũng như người hâm mộ coi là bộ phim Harry Potter hay nhất. Nó đã được đề cử cho hai giải Oscar, Nhạc phim xuất sắc nhất và Hiệu ứng hình ảnh xuất sắc nhất, tại Lễ trao giải Oscar lần thứ 77 năm 2005. Tiếp theo là Harry Potter và Chiếc cốc lửa vào năm 2005.

## Nội dung
Sau năm thứ hai tại Hogwarts, Harry Potter lại trải qua một mùa hè không mấy vui vẻ với gia đình Dursley. Vào ngày sinh nhật thứ mười ba của mình, Marge, chị gái đến thăm của Vernon, lăng mạ Harry và cha mẹ của cậu một cách ác ý, và một Harry tức giận khiến bà bị thổi phồng và trôi đi. Trông đợi bị đuổi học vì sử dụng phép thuật bên ngoài trường học, Harry bỏ trốn với đồ đạc của mình.
Xe buýt Hiệp sĩ đưa Harry đến quán Cái vạc Lủng, nơi Bộ trưởng Bộ Pháp thuật Cornelius Fudge đảm bảo với Harry rằng cậu sẽ không bị trừng phạt. Đoàn tụ với những người bạn thân nhất của mình là Ron Weasley và Hermione Granger, Harry biết rằng Sirius Black, một kẻ bị kết án ủng hộ Chúa tể Voldemort, đã trốn thoát khỏi nhà tù Azkaban và có ý định giết cậu. Trong cuộc hành trình đến Hogwarts, bọn Giám ngục lên tàu tốc hành Hogwarts, những tên giám ngục ma quái đang tìm kiếm Black. Một kẻ bước vào khoang của Harry, khiến cậu ngất xỉu, nhưng giáo viên Phòng thủ mới chống lại Nghệ thuật Hắc ám, Remus Lupin đẩy lùi nó bằng Bùa hộ mệnh. Tại Hogwarts, Hiệu trưởng Albus Dumbledore thông báo rằng các Giám ngục sẽ tuần tra trường cho đến khi Black bị bắt.
Rubeus Hagrid được bổ nhiệm làm giáo viên môn Chăm sóc Sinh vật Huyền bí, nhưng buổi học đầu tiên của ông đã trở nên tồi tệ khi Draco Malfoy kích động một con Bằng Mã tên Buckbeak tấn công hắn, và cha hắn là Lucius đã kết án tử hình Buckbeak. Quay trở lại Tháp Gryffindor, các học sinh thấy bức chân dung của Bà Béo đã bị tấn công, và Bà Béo sợ hãi cảnh báo Dumbledore rằng Black đã vào lâu đài. Trong một trận đấu Quidditch bão táp, bọn Giám ngục khiến Harry rơi khỏi cán chổi của mình, cây chổi này đã bị Cây liễu Roi phá hủy. Cậu bị bắt khi cố gắng đến thăm Hogsmeade bởi Fred và George, những người đã đưa cho cậu Bản đồ Đạo tặc.
Sử dụng bản đồ, Harry lẻn vào Hogsmeade và biết rằng Black là cha đỡ đầu của mình, nhưng đã tiết lộ tung tích của gia đình Potter cho Voldemort và sát hại người bạn chung của họ là Peter Pettigrew. Với quyết tâm xua đuổi bọn Giám ngục, Harry thuyết phục Lupin dạy cho cậu Bùa hộ mệnh. Sau lớp học Tiên tri, anh chứng kiến Giáo sư Trelawney nhập vào trạng thái xuất thần và tiên tri rằng Chúa tể Hắc ám sẽ trở lại. Theo dõi cuộc hành quyết của Buckbeak, con chuột cưng của Ron là Scabbers đã cắn cậu và trốn thoát, nhưng một con chó đen lớn đã kéo cả hai vào một cái lỗ ở gốc Cây liễu Roi. Điều này dẫn bộ ba đi qua một lối đi ngầm vào Lều Hét, nơi con chó được tiết lộ là Black, một Hóa thú sư có thể biến thành động vật.
Lupin xuất hiện, ôm lấy Black như một người bạn cũ trước khi tiết lộ mình là một người sói. Snape đến bắt Black, nhưng bị đánh gục bởi bùa chú Giải giáp của Harry. Lupin và Black tiết lộ rằng Scabbers thực sự là dạng Hóa thú sư của Pettigrew, kẻ đã giả chết và buộc tội Black cho tội ác của mình. Biến Pettigrew trở lại hình dạng con người, cả nhóm quay trở lại lâu đài, nhưng trăng tròn khiến Lupin biến hình và Pettigrew trốn thoát. Khi Black chiến đấu chống lại Lupin trong hình dạng động vật của họ, bọ Giám ngục tấn công Black và Harry, nhưng một nhân vật vô hình đã biến một Thần hộ mệnh mạnh mẽ đuổi bọn Giám ngục. Harry bất tỉnh, thức dậy trong phòng y tế với cụ Dumbledore và Hermione.
Khi biết rằng Black đã bị bắt và sẽ bị kết án bởi Nụ hôn của Giám ngục, Harry và Hermione làm theo lời khuyên của Dumbledore và sử dụng chiếc xoay thời gian của Hermione, thiết bị giúp cô được cho tham gia nhiều lớp học cùng một lúc, để quay ngược thời gian ba giờ. Họ thấy mình đang sống lại các sự kiện trong đêm và giúp Buckbeak không bị hành quyết. Phát hiện ra quá khứ Harry và Black bị bọn Giám ngục tấn công, Harry giải cứu họ bằng bùa hộ mệnh và nhận ra cậu chính là nhân vật vô hình đã cứu họ trước đó. Cậu và Hermione giải thoát cho Black, người bay đi trên lưng Buckbeak, vẫn là kẻ chạy trốn mà không có bằng chứng về sự vô tội của mình. Harry và Hermione trở lại bệnh xá, trở lại dòng thời gian của chính họ.
Bị tiết lộ là người sói, Lupin từ chức dạy học và trả lại Bản đồ Đạo tặc cho Harry. Black gửi cho Harry một cây chổi Firebolt, cậu vui vẻ dung nó bay đi.

## Phân vai
- Daniel Radcliffe trong vai Harry Potter: Một phù thủy người Anh 13 tuổi nổi tiếng vì sống sót sau khi cha mẹ mình bị giết dưới tay của phù thủy hắc ám độc ác Chúa tể Voldemort khi còn là một đứa trẻ, hiện đang bước vào năm thứ ba tại Trường Phù thủy và Pháp sư Hogwarts.
- Rupert Grint trong vai Ron Weasley: Bạn thân nhất của Harry tại Hogwarts và là thành viên trẻ hơn của gia đình phù thủy Weasley.
- Emma Watson trong vai Hermione Granger: Bạn thân khác của Harry và là bộ não của nhóm ba người bạn.
- Robbie Coltrane trong vai Rubeus Hagrid: Người quản trò và giáo viên Chăm sóc Sinh vật Huyền bí mới tại Hogwarts.
- Michael Gambon trong vai Albus Dumbledore:
Hiệu trưởng trường Hogwarts và là một trong những pháp sư vĩ đại nhất mọi thời đại. Gambon đảm nhận vai này sau khi Richard Harris, người đóng vai Dumbledore trong hai bộ phim trước, qua đời vì bệnh Hodgkin vào ngày 25 tháng 10 năm 2002, ba tuần trước khi bộ phim thứ hai được phát hành. Bất chấp bệnh tật của mình, Harris vẫn quyết tâm quay phần của mình, nói với David Heyman đến thăm đừng diễn lại vai diễn này. Bốn tháng sau cái chết của Harris, Cuarón chọn Gambon làm người thay thế mình. Gambon không quan tâm đến việc cải tiến hay sao chép Harris, thay vào đó, đưa ra cách giải thích của riêng ông, nhưng đặt một giọng Ailen nhẹ cho vai diễn như một sự tôn kính đối với anh ấy. Ông đã hoàn thành các cảnh quay của mình trong ba tuần. Các nhà sản xuất ban đầu đề nghị vai diễn này cho Christopher Lee và Ian McKellen, nhưng xung đột về lịch trình đã buộc Lee phải từ chối trong khi McKellen từ chối vì ông đã đóng một nhân vật tương tự Gandalf trong bộ ba Chúa tể của những chiếc nhẫn. Ông cũng tuyên bố rằng sẽ không thích hợp để nhận vai Harris, vì ông đã gọi McKellen là một diễn viên "tồi tệ". Gia đình của Harris đã bày tỏ sự quan tâm khi thấy người bạn thân của Harris là Peter O'Toole được chọn làm người thay thế anh ấy, nhưng các nhà sản xuất cảm thấy rằng tuổi tác và sức khỏe của ông sẽ trở nên rắc rối.
- Richard Griffiths trong vai Vernon Dursley: Ông chú Muggle của Harry.
- Gary Oldman trong vai Sirius Black:
Cha đỡ đầu khét tiếng của Harry, người đã trốn thoát khỏi ngục Azkaban sau khi thụ án mười hai năm ở đó vì bị buộc tội sai là Tử thần Thực tử, kẻ đã phản bội cha mẹ của Harry cho Voldemort. Oldman chấp nhận phần này vì ông cần tiền, vì ông đã không thực hiện bất kỳ công việc lớn nào trong vài năm sau khi quyết định dành nhiều thời gian hơn cho các con của mình. Ông "ngạc nhiên vì nó khó diễn ra như thế nào", khi so sánh vai diễn với lời thoại của Shakespeare.
- Alan Rickman trong vai Severus Snape: Giáo viên môn Độc dược tại Hogwarts và là người đứng đầu nhà Slytherin.
- Fiona Shaw vai Petunia Dursley: Bà dì Muggle của Harry.
- Timothy Spall trong vai Peter Pettigrew:
Một người bạn cũ của cha mẹ Harry được cho là đã bị giết bởi Sirius Black, nhưng sau đó được tiết lộ là Tử thần Thực tử thực sự đã phản bội cha mẹ của Harry cho Voldemort.
- David Thewlis trong vai Remus Lupin:
Giáo viên mới môn Phòng chống Nghệ thuật Hắc ám tại Hogwarts và là một người sói. Thewlis, người trước đây đã thử vai Quirinus Quirrell trong Harry Potter và Hòn đá Phù thủy (2001), là lựa chọn đầu tiên của Cuarón cho vai Giáo sư Lupin. Anh ấy nhận vai theo lời khuyên từ Ian Hart, người được chọn vào vai Quirrell, và đã nói với anh ấy rằng Giáo sư Lupin là "phần hay nhất trong cuốn sách." Thewlis đã xem hai bộ phim đầu tiên và chỉ mới đọc một phần của cuốn đầu tiên, mặc dù anh đã đọc phần thứ ba sau khi nhận vai.
- Emma Thompson trong vai Sybill Trelawney: Giáo viên môn Bói toán tại Hogwarts.
- Maggie Smith trong vai Minerva McGonagall: Phó Hiệu trưởng trường Hogwarts, giáo viên môn Biến hình tại Hogwarts và là người đứng đầu nhà Gryffindor.
- Julie Walters trong vai Molly Weasley: Mẹ của Ron.

Một số diễn viên của bộ phim trước đó đã thể hiện lại vai diễn của họ trong Tên tù nhân ngục Azkaban. Harry Melling xuất hiện trong vai Dudley Dursley, anh họ của Harry. James và Oliver Phelps đóng vai Fred và George Weasley, cặp anh em sinh đôi của Ron; Chris Rankin xuất hiện trong vai Percy Weasley, anh trai khác của Ron và là một cậu bé đứng đầu trường Hogwarts; và Bonnie Wright đóng vai em gái Ginny của họ, trong khi Mark Williams đóng vai cha của họ, Arthur Weasley. Tom Felton đóng vai Draco Malfoy, đối thủ của Harry ở nhà Slytherin, trong khi Jamie Waylett và Josh Herdman xuất hiện trong vai Crabbe và Goyle, tay sai của Draco. Matthew Lewis và Devon Murray lần lượt đóng vai Neville Longbottom và Seamus Finnigan, hai học sinh trường Gryffindor cùng năm với Harry. David Bradley xuất hiện trong vai Argus Filch, người chăm sóc của Hogwarts, trong khi Robert Hardy đóng vai Cornelius Fudge, Bộ trưởng Bộ Pháp thuật.
Pam Ferris đóng vai dì Marge, chị gái của Vernon; Lee Ingleby đóng vai Stan Shunpike, phụ xe của Xe buýt Hiệp sĩ; và Jim Tavaré xuất hiện trong vai Tom, chủ quán trọ của The Leaky Cauldron, thay thế cho Derek Deadman từ phần phim đầu tiên. Dawn French đóng vai Bà Béo, một bức tranh ở Hogwarts, thay thế Elizabeth Spriggs trong phần phim đầu tiên. Julie Christie xuất hiện trong vai Madam Rosmerta, hầu gái tại quán Three Broomsticks. Warwick Davis xuất hiện với tư cách là nhạc trưởng của dàn hợp xướng Hogwarts. Vai diễn này do nhà sản xuất David Heyman đề nghị do Filius Flitwick, vai chính của Davis, vắng mặt trong kịch bản. Sự thay đổi về ngoại hình cho nhân vật mới sau đó đã trở thành cái nhìn của Flitwick đối với phần còn lại của bộ truyện.

## Sản xuất

### Phát triển
Với việc chuyển thể phim Harry Potter và Tù nhân ngục Azkaban, quá trình sản xuất phim Harry Potter chuyển sang chu kỳ mười tám tháng, mà nhà sản xuất David Heyman giải thích là "để cho mỗi [phim] thời gian cần thiết."[9] Chris Columbus, đạo diễn của Harry Potter và Hòn đá Phù thủy (2001) và Harry Potter và Phòng chứa Bí mật (2002), đã quyết định không quay lại đạo diễn phần ba vì ông muốn dành nhiều thời gian hơn cho các con.[39] Mặc dù vậy, Columbus vẫn tiếp tục là nhà sản xuất cùng với Heyman, vì Columbus cảm thấy rằng khả năng đó mang lại cho anh sự cân bằng giữa công việc và cuộc sống tốt hơn, cho phép anh không phải lúc nào cũng có mặt trên phim trường và dành thời gian cho các con. 41] Guillermo del Toro đã được đề nghị làm đạo diễn, nhưng đã hình dung ra một phiên bản truyện Dickensian hơn, và bị loại bỏ bởi hai bộ phim đầu tiên mà ông thấy quá "tươi sáng, hạnh phúc và tràn đầy ánh sáng". Marc Forster đã từ chối bộ phim vì ông đã thực hiện Finding Neverland (2004) và không muốn đạo diễn các diễn viên nhí nữa.[43] M. Night Shyamalan được cân nhắc làm đạo diễn nhưng đã từ chối vì ông đang thực hiện bộ phim riêng của mình, The Village (2004).[44] Warner Bros. sau đó đã soạn ra một danh sách rút gọn gồm ba cái tên để thay thế Columbus, bao gồm Callie Khouri, Kenneth Branagh (người đóng vai Gilderoy Lockhart trong Phòng chứa bí mật) và lựa chọn cuối cùng là Alfonso Cuarón vào tháng 7 năm 2002.[45] Cuarón ban đầu miễn cưỡng làm đạo diễn vì anh chưa đọc bất kỳ cuốn sách nào hoặc xem phim nào. Del Toro mắng mỏ anh ta vì sự kiêu ngạo và bảo anh ta hãy đọc sách.[46] Sau khi đọc bộ truyện, anh ấy đã thay đổi ý định và ký hợp đồng đạo diễn vì anh ấy đã ngay lập tức kết nối với câu chuyện.
Việc bổ nhiệm Cuarón làm hài lòng J. K. Rowling, người yêu thích bộ phim Y tu mamá también (2001) của ông và rất ấn tượng với bản chuyển thể A Little Princess (1995) của ông.[48] Heyman nhận thấy rằng "về mặt âm điệu và phong cách, [Cuarón] là sự phù hợp hoàn hảo." [9] Trong bài tập đầu tiên của anh ấy với các diễn viên đóng vai bộ ba trung tâm, Cuarón đã giao cho Radcliffe, Grint và Watson viết một bài luận tự truyện về nhân vật của họ, viết ở ngôi thứ nhất, trải dài từ lúc bắt đầu khám phá thế giới phép thuật và bao gồm cả trải nghiệm cảm xúc của nhân vật. Cuarón nhớ lại, "Bài luận của Emma dài 10 trang. Bài luận của Daniel dài đúng hai trang. Rupert đã không nộp bài luận. Khi tôi hỏi tại sao anh ấy không làm bài luận đó, anh ấy nói, 'Tôi là Ron; Ron sẽ không làm việc đó. .'[49] Thế là tôi nói, 'Được rồi, bạn hiểu tính cách của mình rồi.' Đó là phần diễn xuất quan trọng nhất mà chúng tôi đã thực hiện trong Tù nhân ngục Azkaban, bởi vì rất rõ ràng rằng mọi thứ họ đưa vào những bài tiểu luận đó sẽ trở thành trụ cột mà họ sẽ giữ vững trong phần còn lại của quá trình." [10][50]

## Phát hành

### Tiếp thị
Cũng như các phần trước của loạt phim, Tên tù nhân ngục Azkaban là một cơ hội buôn bán lớn. Phiên bản trò chơi điện tử, do EA UK thiết kế, được phát hành vào ngày 25 tháng 5 năm 2004. Mattel phát hành phần kết phim bao gồm trò chơi hội đồng quản trị Quidditch Harry Potter Championship và các nhân vật hành động. Lego cũng mở rộng hoạt động buôn bán trước đó cho hai bộ phim đầu tiên với việc phát hành các bộ bao gồm Xe buýt Hiệp sĩ, Shrieking Shack và lâu đài Hogwarts mới.

### Phương tiện tại gia
Harry Potter and the Prisoner of Azkaban được phát hành trên DVD và VHS vào ngày 23 tháng 11 năm 2004.  Các Phiên bản Đặc biệt 2 đĩa sau đó được phát hành trên DVD và Blu-ray vào ngày 4 tháng 10 năm 2016.  Bộ phim cũng được phát hành trên Ultra HD Blu-ray vào ngày 7 tháng 11 năm 2017.

### Tại Việt Nam
Tại Việt Nam phim được trình chiếu trên kênh HTV3 vào ngày 31 tháng 1 năm 2014 với phiên bản lồng tiếng Việt. Vào năm 2021 phim được chiếu lúc 20h tối ngày 11 tháng 12 năm 2021 nhưng với phiên bản thuyết minh tiếng Việt trên kênh Cartoon Network. Phim lần đầu được chiếu tại các rạp ở Việt Nam với tên Harry Potter và Tù Nhân Azkaban vào ngày 17 tháng 6 năm 2022.

## Đón nhận

### Phòng vé
Harry Potter và tên tù nhân ngục Azkaban tổ chức buổi ra mắt ở New York tại Radio City Music Hall vào ngày 23 tháng 5 năm 2004, tiếp theo là buổi công chiếu ở Luân Đôn tại Quảng trường Leicester vào ngày 30 tháng 5 năm 2004. Sau đó, bộ phim được khởi chiếu tại Vương quốc Anh vào ngày 31 tháng 5 năm 2004, và vào ngày 4 tháng 6 năm 2004 tại Hoa Kỳ. Đây là bộ phim đầu tiên trong loạt phim được phát hành ở cả rạp chiếu phim thông thường và rạp IMAX. Sau khi phát hành, bộ phim đã phá kỷ lục phim có doanh thu trong ngày lớn nhất trong lịch sử phòng vé Vương quốc Anh, kiếm được 5,3  triệu bảng Anh vào ngày thứ Hai. Nó đã tiếp tục phá kỷ lục cả khi có và không có bản xem trước, kiếm được 23,9 triệu bảng bao gồm cả bản xem trước  và 9,3 triệu bảng không bao gồm chúng. Tên tù nhân ngục Azkaban có doanh thu cuối tuần mở màn cao nhất tại phòng vé Vương quốc Anh, cho đến khi Spectre đánh bại kỷ lục vào năm 2015. Phim tiếp tục kiếm được tổng cộng 45,6  triệu bảng Anh ở Anh. Bộ phim đã kiếm được 93,7  triệu đô la trong tuần đầu công chiếu ở Hoa Kỳ và Canada tại 3.855  rạp chiếu, vào thời điểm đó, đây là tuần có doanh thu mở màn lớn thứ ba mọi thời đại. Phần mở đầu này cũng phá vỡ kỷ lục của Hulk (62,1 triệu đô la) về doanh thu cuối tuần cao nhất cho một bộ phim được phát hành vào tháng Sáu. Tên tù nhân ngục Azkaban giữ kỷ lục này trong 5 năm cho đến khi Transformers: Revenge of the Fallen đứng đầu năm 2009 với 109 triệu đô la.  Ngoài ra, nó còn vượt qua The Matrix Reloaded để có tuần mở màn lớn nhất cho mộtbộ phim của Warner Bros. Phim cũng đứng đầu phòng vé Bắc Mỹ trong hai ngày cuối tuần liên tiếp. 
Tên tù nhân ngục Azkaban thu về tổng cộng 797,5  triệu đô la trên toàn thế giới, trở thành phim có doanh thu cao thứ hai trên toàn thế giới năm 2004 sau Shrek 2. Tại Hoa Kỳ và Canada, đây chỉ là phim có doanh thu cao thứ sáu trong năm, kiếm được 250,1  triệu đô la.  Tuy nhiên, đây là bộ phim quốc tế đứng đầu năm, kiếm được 547,4 triệu đô la so với 487,5 triệu đô la của Shrek 2. Mặc dù thành công về doanh thu phòng vé, The Prisoner of Azkaban là phim Harry Potter có doanh thu thấp nhất và là phim có doanh thu thấp thứ ba trong Thế giới phù thủy (trước Fantastic Beasts: The Crimes of Grindelwald và Fantastic Beasts: The Secrets of Dumbledore).

### Phê bình
Trên Rotten Tomatoes, bộ phim có điểm phê duyệt là 90% dựa trên 259 bài phê bình, với điểm đánh giá trung bình là 7,8 / 10. Sự đồng thuận quan trọng của trang web cho biết: "Dưới sự chỉ đạo đảm bảo của Alfonso Cuarón, Harry Potter và tên tù nhân ngục Azkaban chiến thắng tạo ra một sự cân bằng tinh tế giữa thuật thuật kỹ thuật và cách kể chuyện phức tạp." Trên Metacritic, bộ phim có điểm trung bình có trọng số là 82/100, dựa trên 40 nhà phê bình, cho thấy "sự hoan nghênh toàn cầu". Khán giả được thăm dò bởi CinemaScore đã cho bộ phim điểm trung bình là "A" trên thang điểm từ A + đến F. 
Mick LaSalle của San Francisco Chronicle ca ngợi giai điệu trưởng thành hơn của bộ phim và nói rằng nó "đen tối hơn, phức tạp hơn, bắt nguồn từ nhân vật." The Hollywood Reporter gọi bộ phim là "sự chuyển thể sâu sắc hơn, đen tối hơn, bắt mắt và thỏa mãn hơn về mặt cảm xúc của hiện tượng văn học JK Rowling," đặc biệt là so với hai phần đầu tiên.  Peter Travers của Rolling Stone đã chấm cho bộ phim ba ngôi sao rưỡi trên tổng số bốn ngôi sao: "Bộ phim này không chỉ là bộ phim hay nhất và ly kỳ nhất cho đến nay, mà còn là bộ phim có thể tự đứng vững ngay cả khi bạn chưa bao giờ nghe nói về tác giả J. K. Rowling và anh hùng phù thủy trẻ tuổi của cô ấy." Stephanie Zacharek của Salon coi đây là "một trong những bộ phim giả tưởng hay nhất mọi thời đại."  Nicole Arthur của The Washington Post ca ngợi bộ phim là "phức tạp, đáng sợ, [và] nhiều sắc thái." Roger Ebert cho bộ phim ba sao rưỡi trong số bốn sao, nói rằng bộ phim không hoàn toàn hay bằng hai phần đầu, nhưng vẫn gọi nó là "thú vị, gây cười và tinh vi." Claudia Puig từ USA Today nhận thấy bộ phim là "một niềm vui về thị giác", và nói thêm rằng "Cuarón không ngại làm một bộ phim đen tối hơn và giải quyết những cảm xúc đau đớn";  trong khi Richard Roeper gọi bộ phim là "Sean Smith từ Newsweek cho biết: "Tên tù nhân ngục Azkaban tự hào có một đạo diễn hoàn toàn mới và một tầm nhìn mới táo bạo," và gọi bộ phim là "xúc động", ca ngợi màn trình diễn của ba diễn viên chính. Entertainment Weekly khen ngợi bộ phim đã trưởng thành hơn những phần trước của nó. 
The Guardian đã cho bộ phim 3 sao trên 5 sao, nói rằng, "Phim Harry Potter mới này sẽ phù phép với cơ sở người hâm mộ của nó. Nhưng cán chổi đang mất dần độ cao." Nhà phê bình phim Roger Ebert khen ngợi dàn diễn viên, nhưng cảm thấy cần phải có một cốt truyện hay hơn. Screen Daily nhận xét, "Cuaron mang đến một cuộc phiêu lưu thực sự ma quái và liên quan đến cảm xúc, mang đến cho thế giới của Potter những nhân vật và bầu không khí vô cùng cần thiết". BBC khen ngợi các bộ và hướng đi, nhưng không thấy nó "hấp dẫn về mặt cảm xúc". Hollywood.com đã đánh giá tích cực, ca ngợi tình tiết và cốt truyện, mặc dù có sự sai lệch so với hai phần phim đầu tiên.

### Giải thưởng
Phim được đề cử Best Original Music Score (John Williams) và Best Visual Effects tại 77th Academy Awards được tổ chức năm 2005.. Đây là bộ phim thứ hai trong loạt phim được đề cử Oscar.
Phim có thứ hạng thứ No. 471 trên Empire và nằm trong danh sách 500 phim hay nhất mọi thời đại của tạp chí 2008.
American Film Institute recognition
- AFI's 100 Years...100 Movies – Nominated[9]
- AFI's 10 Top 10 – Nominated Fantasy Film[10]

| \| Giải \| Thể loại \| Người nhận \| Kết quả \| \| --------------------------------------- \| ---------------------------------------------------------------------------------- \| ----------------------------------------------------- \| --------- \| \| 77th Academy Awards[7] \| Best Original Music Score \| John Williams \| Đề cử \| \| 77th Academy Awards[7] \| Best Visual Effects \| Tim Burke, Roger Guyett, Bill George, John Richardson \| Đề cử \| \| Amanda Awards[11] \| Best Foreign Feature Film \| \| Đề cử \| \| 59th British Academy Film Awards[12] \| Best British Film \| \| Đề cử \| \| 59th British Academy Film Awards[12] \| Best Production Design \| Stuart Craig \| Đề cử \| \| 59th British Academy Film Awards[12] \| Best Makeup & Hair \| Nick Dudman, Eithne Fennel, Amanda Knight \| Đề cử \| \| 59th British Academy Film Awards[12] \| Best Visual Effects \| \| Đề cử \| \| Broadcast Film Critics Association[13] \| Best Family Film (Live Action) \| \| Đề cử \| \| Broadcast Film Critics Association[13] \| Best Young Actor \| Daniel Radcliffe \| Đề cử \| \| Broadcast Film Critics Association[13] \| Best Young Actress \| Emma Watson \| Đề cử \| \| 47th Grammy Awards[14] \| Best Score Soundtrack Album for a Motion Picture, Television or Other Visual Media \| John Williams \| Đề cử \| \| Hugo Awards[15] \| Best Dramatic Presentation \| \| Đề cử \| \| 2005 Kids' Choice Awards[16] \| Favorite Movie \| \| Đề cử \| \| 2002 MTV Movie Awards[17] \| Breakthrough Male Performance \| Daniel Radcliffe \| Đề cử \| \| Phoenix Film Critics Society Awards[18] \| Best Live Action Family Film \| \| Đoạt giải \| \| 32nd Saturn Awards[19] \| Best Fantasy Film \| \| Đề cử \| \| 32nd Saturn Awards[19] \| Best Director \| Alfonso Cuarón \| Đề cử \| \| 32nd Saturn Awards[19] \| Best Supporting Actor \| Gary Oldman \| Đề cử \| \| 32nd Saturn Awards[19] \| Best Performance by a Younger Actor \| Daniel Radcliffe \| Đề cử \| \| 32nd Saturn Awards[19] \| Best Writer \| Steve Kloves \| Đề cử \| \| 32nd Saturn Awards[19] \| Best Music \| John Williams \| Đề cử \| \| 32nd Saturn Awards[19] \| Best Costumes \| Jany Temime \| Đề cử \| \| 32nd Saturn Awards[19] \| Best Make-Up \| Nick Dudman, Amanda Knight \| Đề cử \| \| 32nd Saturn Awards[19] \| Best Special Effects \| Roger Guyett, Tim Burke, Bill George, John Richardson \| Đề cử \| \| Teen Choice Awards[20] \| Choice Movie – Drama/Action Adventure \| \| Đoạt giải \| \| Teen Choice Awards[20] \| Choice Movie of the Summer \| \| Đề cử \| |                                                                                    |                                                       |           |
| Giải | Thể loại                                                                           | Người nhận                                            | Kết quả   |
| 77th Academy Awards | Best Original Music Score                                                          | John Williams                                         | Đề cử     |
| 77th Academy Awards | Best Visual Effects                                                                | Tim Burke, Roger Guyett, Bill George, John Richardson | Đề cử     |
| Amanda Awards | Best Foreign Feature Film                                                          |                                                       | Đề cử     |
| 59th British Academy Film Awards | Best British Film                                                                  |                                                       | Đề cử     |
| 59th British Academy Film Awards | Best Production Design                                                             | Stuart Craig                                          | Đề cử     |
| 59th British Academy Film Awards | Best Makeup & Hair                                                                 | Nick Dudman, Eithne Fennel, Amanda Knight             | Đề cử     |
| 59th British Academy Film Awards | Best Visual Effects                                                                |                                                       | Đề cử     |
| Broadcast Film Critics Association | Best Family Film (Live Action)                                                     |                                                       | Đề cử     |
| Broadcast Film Critics Association | Best Young Actor                                                                   | Daniel Radcliffe                                      | Đề cử     |
| Broadcast Film Critics Association | Best Young Actress                                                                 | Emma Watson                                           | Đề cử     |
| 47th Grammy Awards | Best Score Soundtrack Album for a Motion Picture, Television or Other Visual Media | John Williams                                         | Đề cử     |
| Hugo Awards | Best Dramatic Presentation                                                         |                                                       | Đề cử     |
| 2005 Kids' Choice Awards | Favorite Movie                                                                     |                                                       | Đề cử     |
| 2002 MTV Movie Awards | Breakthrough Male Performance                                                      | Daniel Radcliffe                                      | Đề cử     |
| Phoenix Film Critics Society Awards | Best Live Action Family Film                                                       |                                                       | Đoạt giải |
| 32nd Saturn Awards | Best Fantasy Film                                                                  |                                                       | Đề cử     |
| 32nd Saturn Awards | Best Director                                                                      | Alfonso Cuarón                                        | Đề cử     |
| 32nd Saturn Awards | Best Supporting Actor                                                              | Gary Oldman                                           | Đề cử     |
| 32nd Saturn Awards | Best Performance by a Younger Actor                                                | Daniel Radcliffe                                      | Đề cử     |
| 32nd Saturn Awards | Best Writer                                                                        | Steve Kloves                                          | Đề cử     |
| 32nd Saturn Awards | Best Music                                                                         | John Williams                                         | Đề cử     |
| 32nd Saturn Awards | Best Costumes                                                                      | Jany Temime                                           | Đề cử     |
| 32nd Saturn Awards | Best Make-Up                                                                       | Nick Dudman, Amanda Knight                            | Đề cử     |
| 32nd Saturn Awards | Best Special Effects                                                               | Roger Guyett, Tim Burke, Bill George, John Richardson | Đề cử     |
| Teen Choice Awards | Choice Movie – Drama/Action Adventure                                              |                                                       | Đoạt giải |
| Teen Choice Awards | Choice Movie of the Summer                                                         |                                                       | Đề cử     |